# 30 Nights of Paranormal Activity with the Devil Inside the Girl with the Dragon Tattoo
30 Noites de Atividade Paranormal com a Filha dos Homens que Não Amavam as Mulheres, no original 30 Nights of Paranormal Activity with the Devil Inside the Girl with the Dragon Tattoo, é um filme americano de comédia de 2013. Ele parodia vários filmes, sendo os principais Paranormal Activity e The Devil Inside.

## Sinopse
Depois de morar em um hospital psiquiátrico, Dana (Kathryn Fiore) junto com seu marido, Aaron (Flip Schultz), tentam se mudar para sua nova casa onde o pai dela (French Stewart) assassinou todo o elenco de The Artist. Dana ainda tem que lidar com um espírito maligno e sua filha adolescente (Olivia Alexander), que está apaixonada por seu vizinho Abraham Lincoln (Ben Morrison).